# Gran Premi de Frankfurt sub-23
El Gran Premi de Frankfurt sub-23 (en alemany Rund um den Finanzplatz Eschborn-Frankfurt Under-23, coneguda anteriorment com a Rund um den Henninger-Turm i Eschborn-Frankfurt City Loop) és una carrera ciclista alemanya creada el 1998. Es disputa a la regió de Frankfurt, i està reservada a ciclistes sub-23 a diferència de l'original Gran Premi de Frankfurt que es disputa al mateix dia. El 2020 no es disputà per culpa de la pandèmia de COVID-19.

## Palmarès
| Any                                 | Vencedor            | Segon             | Tercer                |
| Rund um den Henninger-Turm sub-23   |                     |                   |                       |
| ----------------------------------- | ------------------- | ----------------- | --------------------- |
| 1998                                | Raphael Schweda     | Stefan Rütimann   | Marcel Strauss        |
| 1999                                | Stephan Schreck     | Jochen Summer     | Markus Wilfurth       |
| 2000                                | Torsten Hiekmann    | Dirk Reichl       | Thomas Bruun Eriksen  |
| 2001                                | David Kopp          | Dirk Reichl       | Christian Pfannberger |
| 2002                                | Bernhard Kohl       | Stefan Rucker     | Steffen Lockan        |
| 2003                                | Denis Titschenko    | Markus Fothen     | Brian Vandborg        |
| 2004                                | Marc de Maar        | Thomas Dekker     | Bastiaan Giling       |
| 2005-2007                           | No disputada        |                   |                       |
| 2008                                | Stefan Denifl       | Christoph Sokoll  | Jean Schlüter         |
| Eschborn-Frankfurt City Loop sub-23 |                     |                   |                       |
| 2009                                | Jack Bobridge       | Daniel Schorn     | Matthias Brändle      |
| Gran Premi de Frankfurt sub-23      |                     |                   |                       |
| 2010                                | Tino Thömel         | Wesley Kreder     | Loïc Aubert           |
| 2011                                | Patrick Bercz       | Florian Scheit    | Maurits Lammertink    |
| 2012                                | Sven Erik Bystrøm   | Michael Valgren   | Maurits Lammertink    |
| 2013                                | Lasse Norman Hansen | Michael Valgren   | Maximilian Werda      |
| 2014                                | Mads Pedersen       | Nils Politt       | Sven Erik Byström     |
| 2015                                | No disputada        |                   |                       |
| 2016                                | Konrad Geßner       | Benjamin Declercq | Christophe Noppe      |
| 2017                                | Fabio Jakobsen      | Casper Pedersen   | Patrick Müller        |
| 2018                                | Niklas Larsen       | Jonas Rutsch      | Marten Kooistra       |
| 2019                                | Frederik Madsen     | Kaden Groves      | Jake Stewart          |
| 2020-2022                           | no es disputa       | no es disputa     | no es disputa         |
| 2023                                | Joshua Gudnitz      | Gustav Wang       | Aklilu Arefayne       |